# Golf van Venetië
De Golf van Venetië (Italiaans: Golfo di Venezia) is een baai in het noorden van de Adriatische Zee. 
De Golf van Venetië wordt begrensd door de delta van de rivier de Po in het westen en het schiereiland Istrië in het oosten. De landen die aan de Golf van Venetië grenzen zijn Italië, Slovenië en Kroatië.
Ten noorden van de Po-delta ligt de lagune met Lido en Venetië.